# Maison Ipatiev
Pour les articles homonymes, voir Ipatiev.
La maison Ipatiev ou villa Ipatiev (Дом Ипатьева en russe) est une villa de la fin du XIXe siècle située à Iekaterinbourg en Russie, ainsi dénommée d'après le nom de son troisième propriétaire. Le tsar Nicolas II et sa famille y ont été détenus puis assassinés en 1918. Elle est détruite en 1977 et une église est édifiée à son emplacement, rue Karl-Liebknecht.

## Construction et usage privé

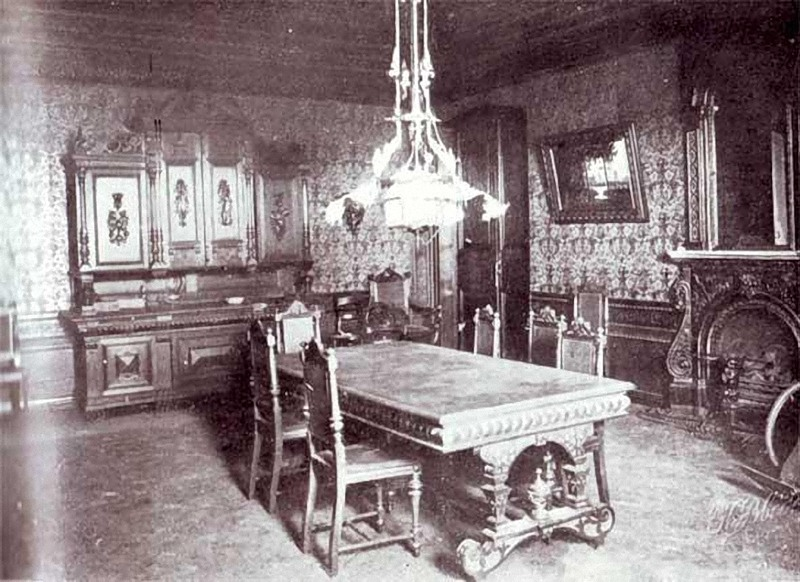
La salle à manger, et au fond la porte donnant à la chambre des grandes-duchesses dans la maison d'Ipatiev.

La maison Ipatiev est construite en 1897 pour un certain Andreï Redikortsev, ingénieur des mines. Mais cet homme avait été impliqué dans une vaste affaire de corruption et avait été forcé de vendre sa maison à un autre homme : I. G. Charaviev qui travaillait également pour les mines de platine dans l’ouest de l’Oural.
C’est un peu plus tard, en 1908, que I. G. Charaviev revendit sa maison à Nicolas Ipatiev pour 6 000 roubles de l’époque. Cet homme vivait avec sa famille au premier étage, le rez-de-chaussée lui servant de bureaux pour l’entreprise de métallurgie qu’il dirigeait. C’était une maison spacieuse (18 x 31 mètres), moderne, confortable car équipée de l’électricité, du téléphone et même d’une salle de bain et de WC. Cette maison comportait également une petite terrasse donnant sur un jardin. La demeure était construite sur une double pente et une partie du rez-de-chaussée donnant sur la rue Voznessenski se révélait donc être un quasi sous-sol.

## Détention de la famille impériale

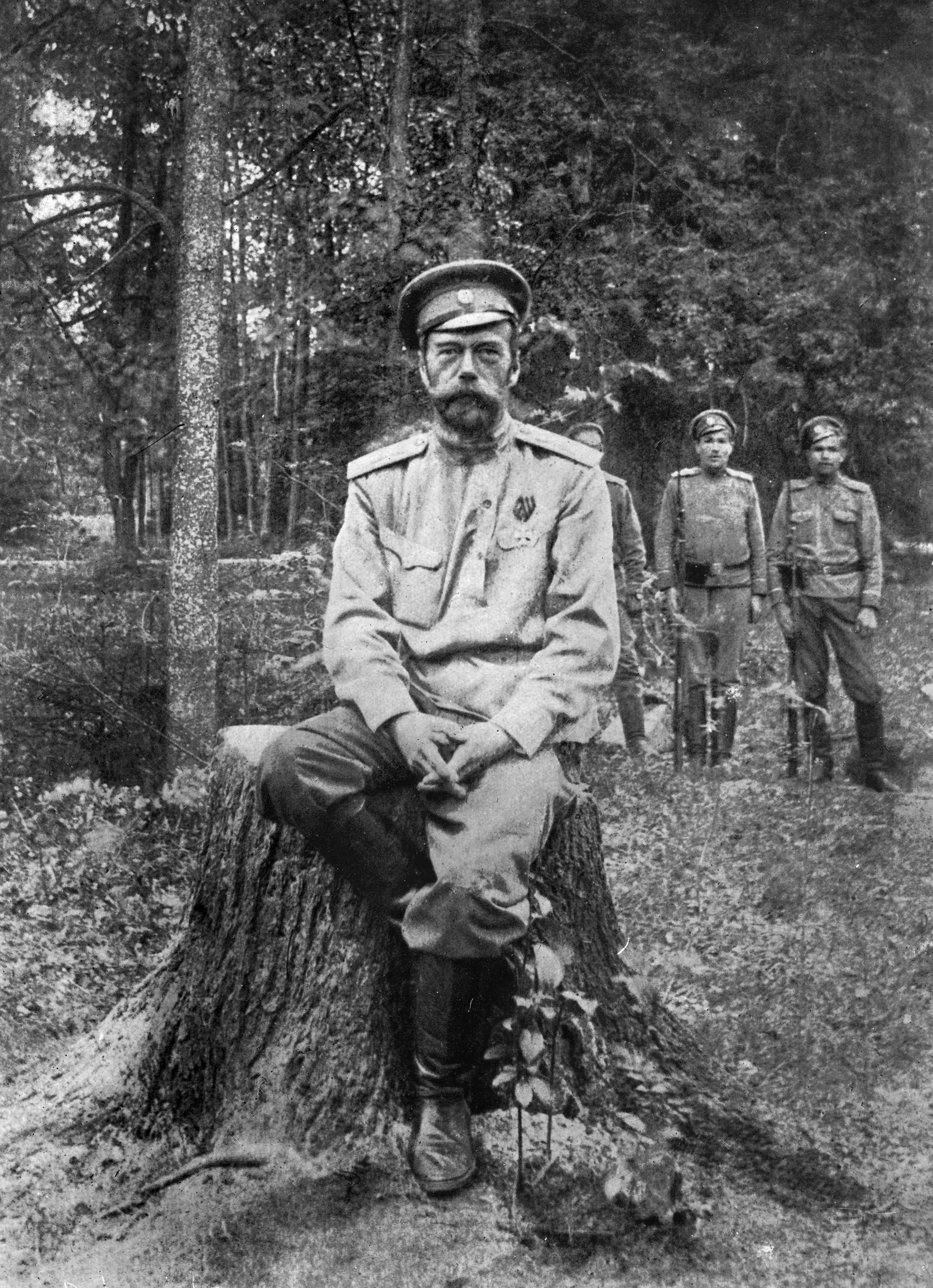
Nicolas II en mars 1918.
Dernière photo du tsar, prise alors qu’il était prisonnier à Tobolsk.

Une vingtaine d'années après sa construction, le 27 avril 1918, les bolcheviks réquisitionnent la maison Ipatiev pour y placer la famille Romanov en résidence surveillée, en obligeant le propriétaire à évacuer sous deux jours. Il s’agissait d’une réquisition temporaire et il fut autorisé à stocker ses biens dans une pièce du sous-sol (attenante à celle où sera exécutée la famille Romanov trois mois plus tard) qui fut placée sous scellés. Après le départ de Nicolas Ipatiev, la demeure fut entourée d’une double palissade de bois allant jusqu’au sommet des fenêtres, des mitrailleuses installées sur le toit transformant la bâtisse en forteresse. La villa était ainsi prête à accueillir la famille Romanov dont certains membres y arrivèrent le 30 avril (Nicolas, Alexandra et Maria), suivis le 23 mai par le reste de la famille, retardée à Tobolsk à cause d’une crise d’hémophilie du tsarévitch Alexis, qui le rendait intransportable.
La garde de la famille impériale est assurée par des hommes ayant toute la confiance du commissaire politique Constantin Iakovlev : ce sont des ouvriers travaillant dans les usines avoisinantes. Le commandant Aleksandr Avdeïev commande la garde extérieure et intérieure de la maison Ipatiev. Le logement du commandant et de dix autres gardes se situait à l’étage réservé à la famille Romanov, qu'ils soumirent à de nombreuses vexations et à d’incessants quolibets et plaisanteries sexistes à l’encontre des jeunes grandes-duchesses. Aucune intimité n’était possible pour chacun des membres de la famille de Nicolas II de Russie, qui furent dans l’obligation de partager cette villa avec leurs geôliers.
C’est dans la cave de la villa qu’eut lieu, dans la nuit du 16 au 17 juillet 1918, le massacre à coups de baïonnette de la famille Romanov, accompagnée dans la mort par le docteur Ievgueni Botkine et par trois domestiques : le cuisinier de la famille impériale Ivan Kharitonov, le valet de chambre Alexis Trupp et la femme de chambre Anna Demidova. Les journalistes A. Summers et Tom Mangold ont mis en doute ce massacre en 1976, mais ces doutes ont été levés après des tests ADN dans les années 1990 et 2000 qui ont conclu à l’assassinat du tsar déchu et de sa famille.
Après la reprise d’Iekaterinbourg par les Russes blancs, l’armée blanche retrouva la maison vide de toute présence humaine ; la plupart des meubles avaient servi de bois de chauffage, mais des effets personnels de l’ancienne famille impériale et de ses quatre accompagnateurs (le médecin et les domestiques) s’y trouvaient encore. La présence parmi ces effets d’un volume des Protocoles des Sages de Sion, dans la chambre de l’impératrice Alexandra, permet à l’« antisémite fanatique », Piotr Chabelski-Bork, qui se trouve à Ekaterinbourg en septembre 1918, d’alimenter le mythe d’un « complot juif contre la Sainte Russie », incarnée par la famille Romanov dont le massacre réactive l’imaginaire du « crime rituel juif ». Les pièces de la villa où avait eu lieu le massacre furent placées sous scellés et le général tchécoslovaque Radola Gajda installa son état-major à l’étage. Son bureau se trouvait alors dans la pièce qui avait été affectée au tsar et à la tsarine.
Parmi les faits relevés par les enquêteurs, figure une citation modifiée de l’écrivain Heinrich Heine en allemand écrite sur les murs de la villa qui dit « Belsatzar ward in selbiger Nacht Von seinen Knechten umgebracht » ce qui signifie « Dans la même nuit Balthatsar fut assassiné par ses serviteurs ».

## Usages postérieurs et démolition
La maison d’Ipatiev (auquel elle ne fut jamais rendue) devint plus tard un entrepôt pour stocker des archives, puis un lieu de tourisme : des photographies de groupe étant même effectuées dans la cave. L'endroit fut inscrit comme monument national en 1974. Elle a été détruite trois ans plus tard, le 27 juillet 1977,, sur l’ordre de Michel Souslov, membre du Politburo. Boris Eltsine, futur président de la fédération de Russie, alors Premier secrétaire du parti communiste de Sverdlovsk (nom d’Iekaterinbourg de 1924 à 1991), fut chargé de sa démolition.

## Église de Tous-les-Saints

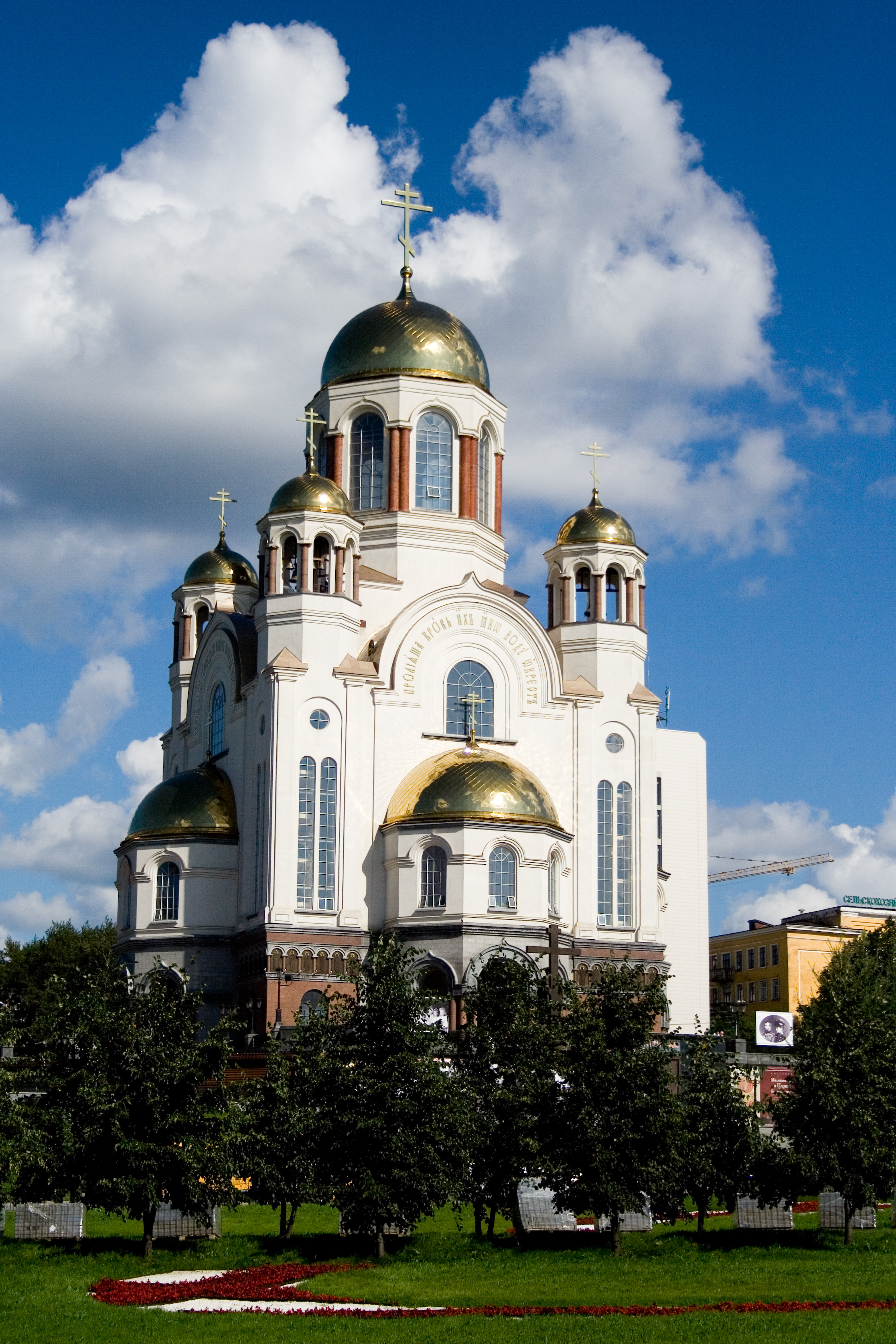
L’église de Tous-les-Saints construite à l’emplacement de la villa.

De nos jours, il ne reste de la maison Ipatiev que quelques photographies : le terrain fut remis en 1990 à l’Église orthodoxe, qui lança en 2000 les travaux de construction de l’église de Tous-les-Saints. Celle-ci fut consacrée en 2003, 85 ans après la mort du tsar. L’église est, depuis l’inhumation du Tsar Nicolas II et de sa famille (les corps du tsar, de l'impératrice Alexandra Feodorovna et de leurs filles Olga, Tatiana et Anastasia furent retrouvés dans une fosse commune proche et canonisés en 1997 tandis que les restes du tsarevitch Alexis et de la troisième des quatre sœurs Romanov, Maria, ne furent identifiés qu’en 2008), un lieu de pèlerinage pour les nostalgiques du tsarisme, venus pour rendre un dernier hommage à la dynastie Romanov.